# 三角洲特种部队：终极目标
《三角洲特种部队：终极目标》是一个第一人称射击游戏，由NovaLogic公司开发与出版。
这是三角洲系列的第七款游戏（不包括主机版）。此游戏放弃了《三角洲特种部队：黑鹰坠落》的模式，更类似于旧三角洲系列。
该游戏主要有三个战役，在秘鲁摧毁毒品并拘捕毒枭，在乍得和新地岛打击恐怖主义。

## 特色

游戏中可以对树木进行有限的破坏

《三角洲特种部队：终极目标》是初代《三角洲特种部队》的复刻版，拥有原游戏中的二十个单人任务。
《三角洲特种部队：终极目标》有几个特点，如超过六十个的多人合作模式任务，在NovaWorld上最多32人的多人游戏，以及全新的3D图形引擎。

## 武器
《三角洲特种部队：终极目标》拥有各种各样的武器——大部分是初代游戏中的武器。包括武器MK23、HK MP5（加裝消聲器）、M16／M203、M4／M203、AK-47／GP-25、M24、巴雷特M82、M249 SAW、AT4、M18A1和C4。包括武器附件，游戏中大约有12种武器。更多的武器都可以通过通常称为“模组”的修改来使用，这在终极目标中很流行。

## 车辆
《三角洲特种部队：终极目标》包含范围广泛的车辆（主要是从《联合行动》中精选的）。游戏中的车辆包括摩托车、沙漠巡逻车，甚至是小鸟直升机。

## 评价
《三角洲特种部队：终极目标》发布后得到了一些有利的评论。
虽然它也收到一个一般65%的评分，基于用户的评价8.6/10分（基于Metacritic的信息）。